# Lycie
Ne doit pas être confondu avec Lydie.

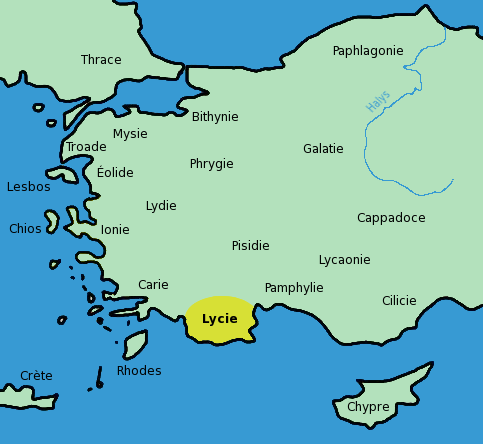
Position de la Lycie en Asie Mineure

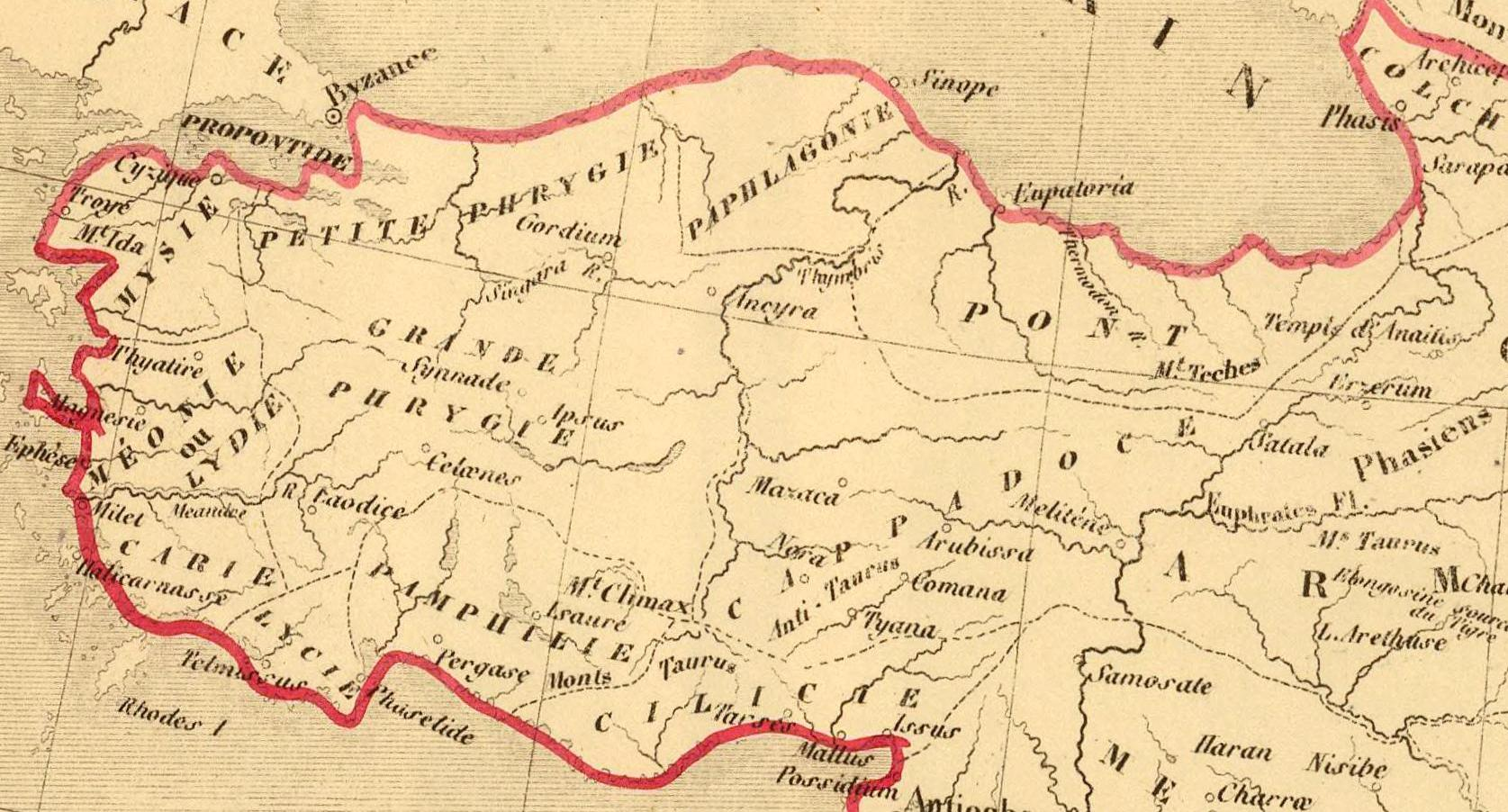
L'Asie Mineure au temps des Diadoques.

Principaux sites antiques de Lycie

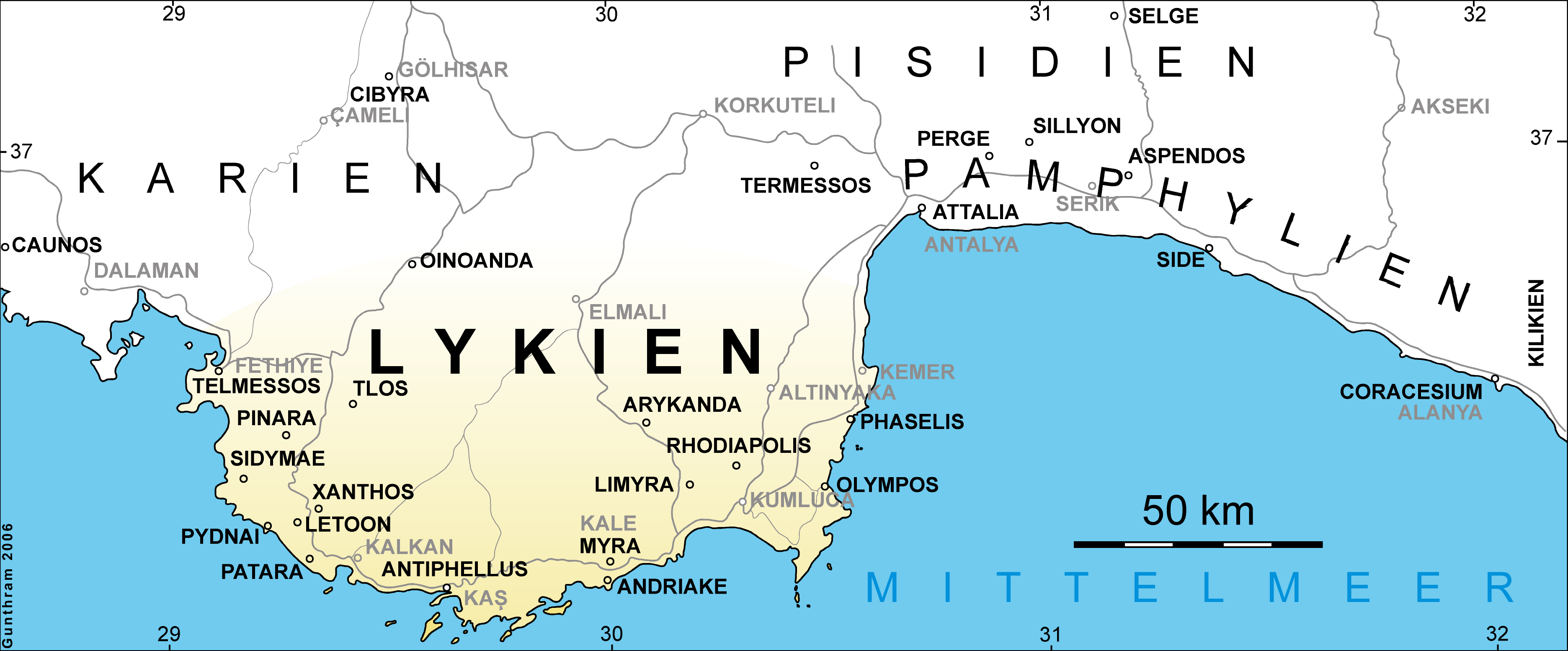
Anciennes cités de Lycie

La Lycie est une région historique située au sud de la Lydie en Anatolie (actuelle Turquie).

## Localisation
La Lycie est située sur la côte méditerranéenne du bloc anatolien, elle est au sud de la Lydie, bordée à l'ouest par la Carie, et à l'est par la Pamphylie, au nord par la Pisidie. La région est essentiellement montagneuse, les plaines côtières sont rares et les cultures s'y trouvent surtout dans l'arrière-pays. La Lycie est traversée par un seul fleuve, le Xanthos ou Xanthe.

## Origines
La région est peuplée dès le IIIe millénaire avant notre ère, mais on ne dispose que de très peu de connaissances sur le début de son histoire. Elle est mentionnée dans les textes hittites du XVe siècle av. J.-C. (sous le nom de Lukka (de)), puis plus tard, lors de la domination perse achéménide.
Les Hittites, dans leurs textes, citent les Lukkas (ou Luka, ou Loukou), un peuple situé à l'extrême Ouest de leur empire, à proximité de la mer, où un de leurs rois a mené une campagne militaire au cours de laquelle il aurait conquis les villes de : Myra, Patara, Arnna, etc. Les Lukkas auraient fait partie des peuples de la mer, mentionnés par les Égyptiens, et leur présence est en particulier signalée par eux lors de la bataille de Qadesh, comme des alliés des Hittites, qui y affrontèrent le pharaon Ramsès II (1279-1213 av. J.-C.). Les Égyptiens les citent sous le nom de « Ruku » ou « Luk », mais on ne connait en fait que leur nom, car les fouilles n'ont révélé aucune trace formelle de leur existence.
La fin du IIe millénaire avant notre ère voit l'arrivée de colons venus de Grèce. Ils y fondent plusieurs cités, dont la plus importante est Xanthe. Ils construiront aussi le Létôon, un sanctuaire dédié à Léto, la déesse grecque de la maternité.

## Lyciens

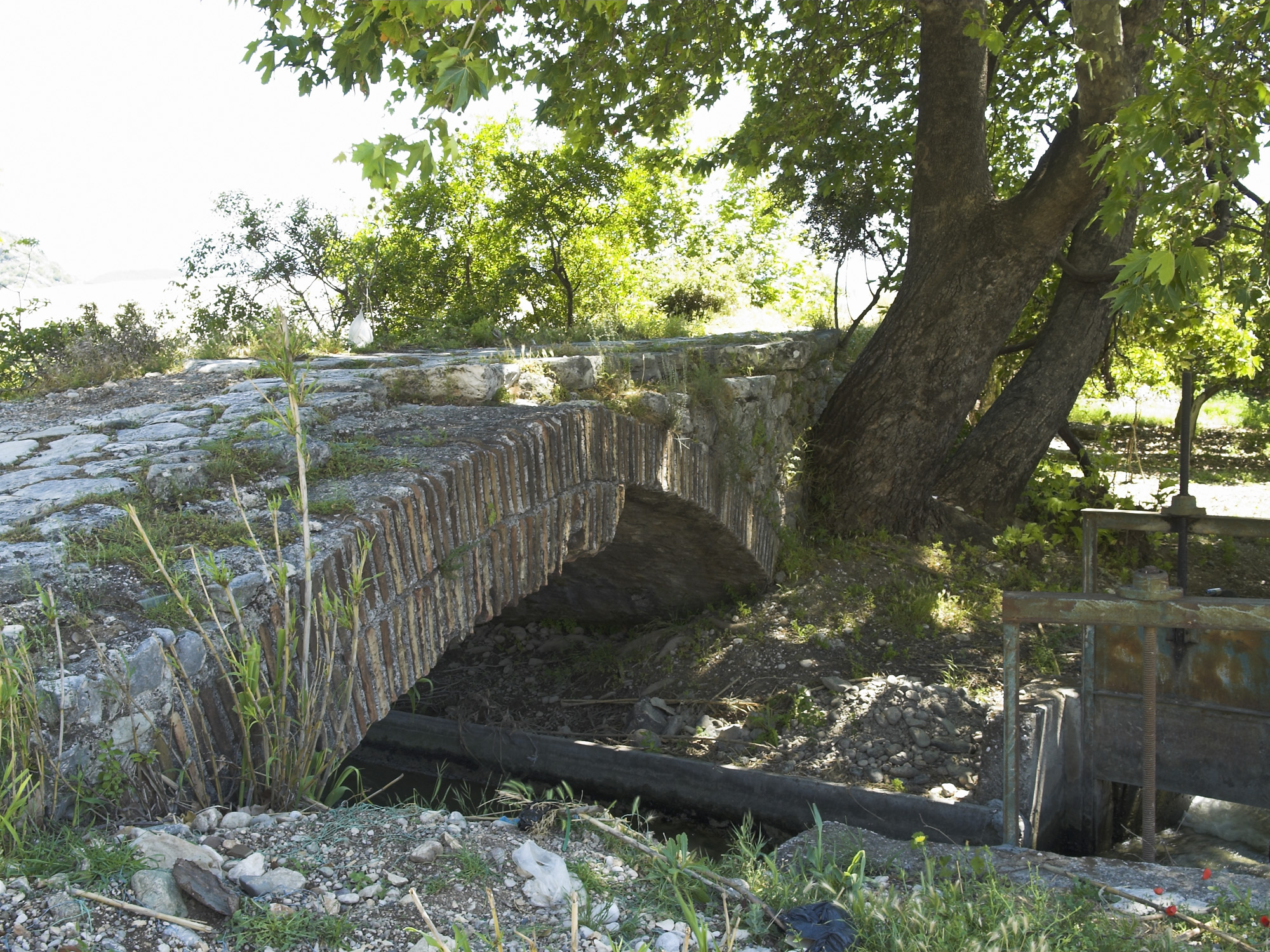
Arc surbaissé du pont de Limyra, le plus grand ouvrage d'ingénieur de l'Antiquité en Lycie.

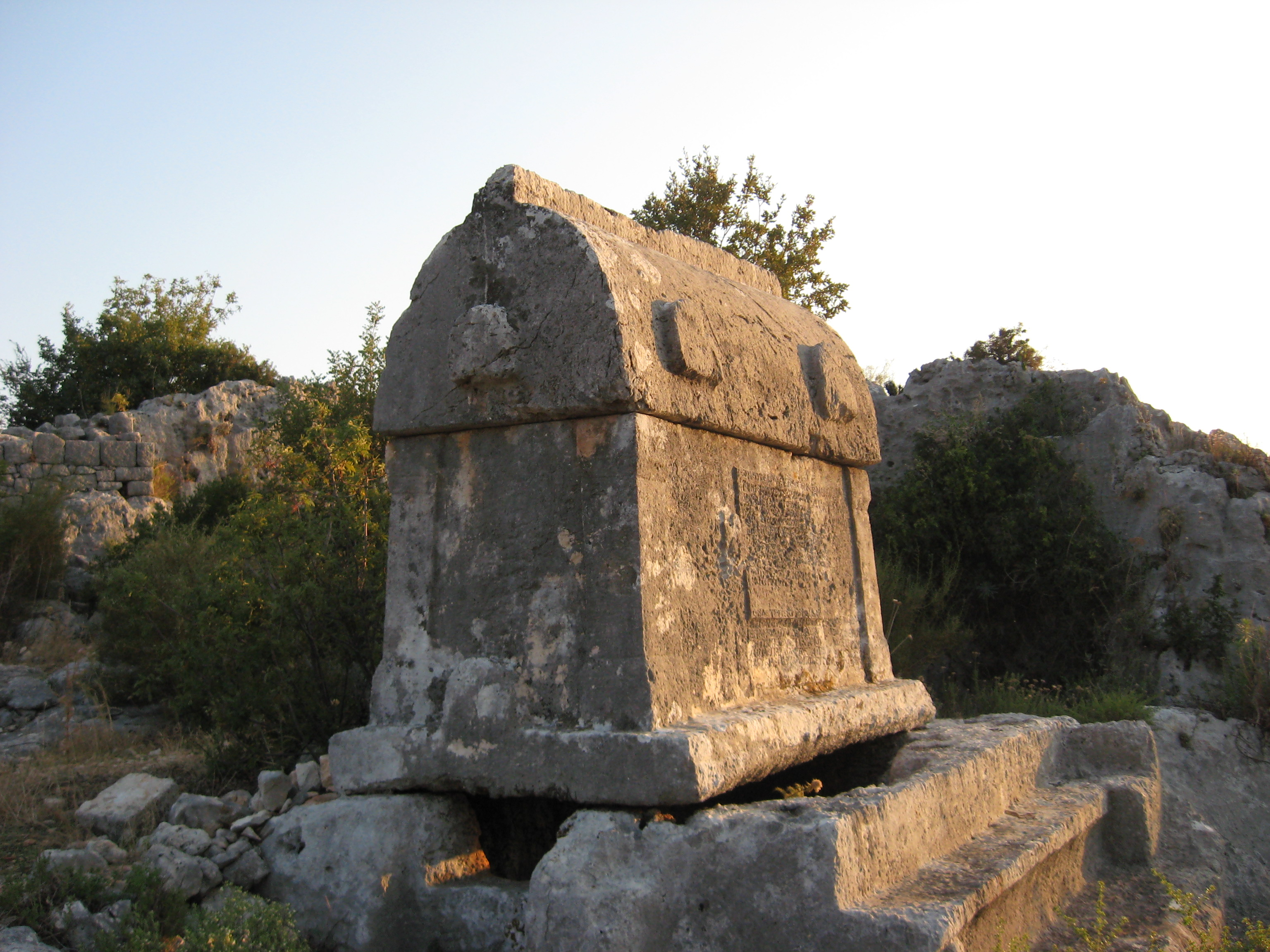
Tombeau lycien.

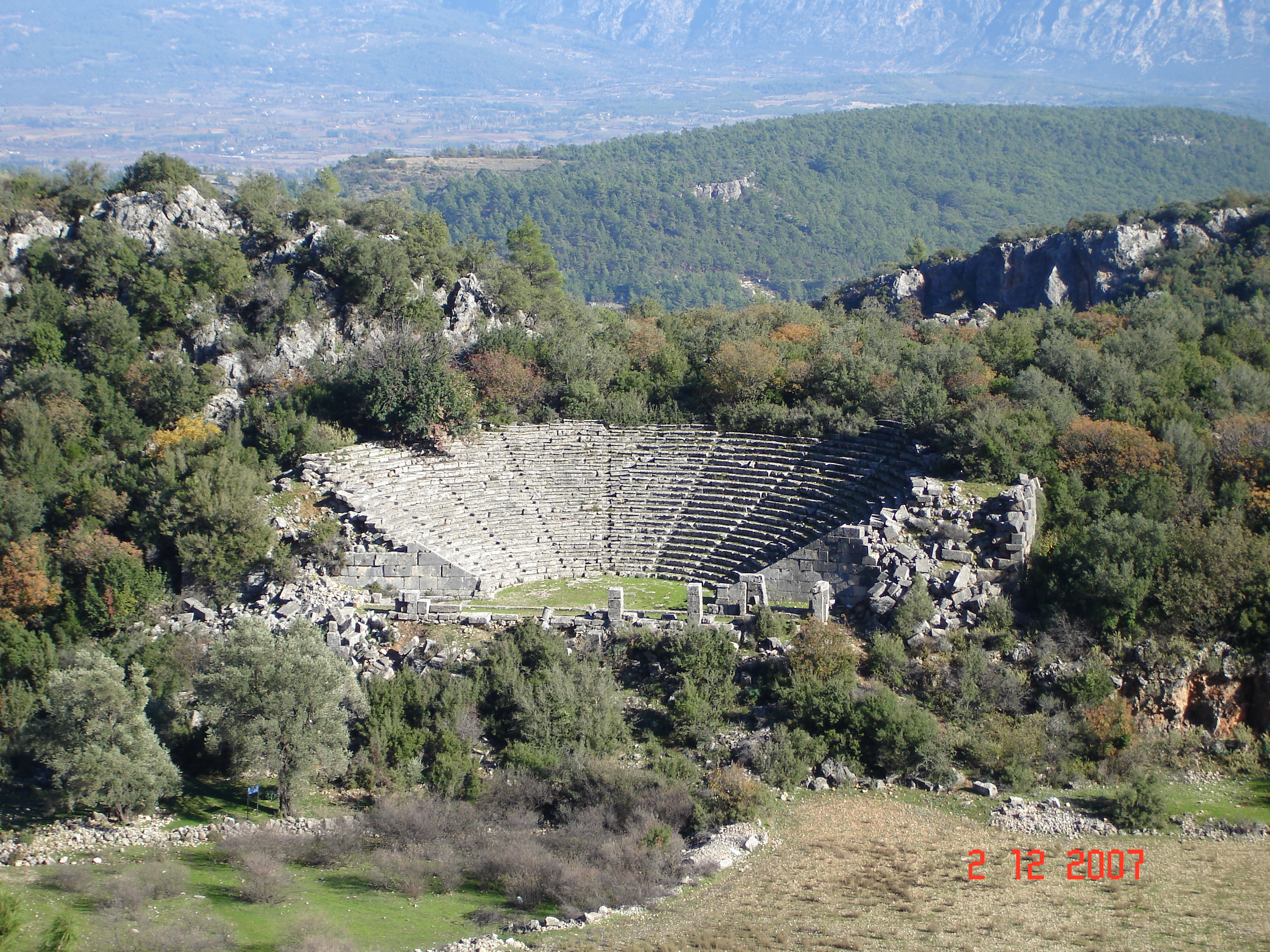
Théâtre de Pinara.

Le peuple des Lyciens apparaît dans les textes cinq siècles plus tard. Selon l’historien grec Hérodote (484-v. 425 av. J.-C.), les premiers habitants se nommaient les Solymes, qui sont remplacés lors de l'invasion minoenne par une population originaire de la Crète, menée par Sarpédon, les Termyles. Ils auraient ensuite été soumis par Lycos, fils du roi d'Athènes Pandion. Selon Homère, le poète grec du VIIIe siècle, les Lyciens étaient des alliés des Troyens et de leur roi Priam pendant la guerre de Troie. L'étude de leur langue, typiquement anatolienne, montre une parenté avec celle des Hittites.
Vers le VIe siècle, les Lyciens auraient formé une confédération, avec pour principales cités Xanthos (Xanthe ou Xantos), Telmessos, Myra et Patara. La Lycie, comme toutes les régions d'Asie mineure, va connaître l'occupation des Perses achéménides. Les Lyciens ont une réputation de pirates, et ils ne sont assujettis que très nominalement à l'empire perse. En 480 av. J.-C., ils participent à la campagne du roi Xerxès Ier (486-465 av. J.-C.) contre la Grèce continentale. La Lycie passe ensuite sous la domination du roi d'Halicarnasse, Mausole (377-353 av. J.-C.), jusqu'à la conquête d'Alexandre le Grand (336-323 av. J.-C.). Elle passe ensuite sous le contrôle des Ptolémées, puis des Séleucides, et enfin de Rhodes de 188 à 168 av. J.-C. Lors de toutes ces dominations, les Lyciens vont conserver une certaine liberté et leurs villes seront assez prospères.
L'expansion de la civilisation grecque chez les Lyciens se retrouve dans tous les domaines, et d'abord l'alphabet qu'ils se sont approprié, mais auquel ils ajoutèrent quelques signes. Dans le domaine religieux, ils ont adopté et adapté aux leurs des divinités grecques. Le dieu anatolien de l'orage Tarchunt (présent aussi chez les Hittites) est assimilé à Zeus, etc. Dans l'autre sens, les Grecs ont subi des influences lyciennes dans leur religion. Par exemple, le dieu lycio-pisidien Kakasbos a été vénéré tant par les Grecs que par les Anatoliens, et l'iconographie d'Héraclès s'est vue considérablement modifiée en Lycie et en Pisidie, là où le culte de Kakasbos était également présent.
Les Lyciens firent venir des sculpteurs de Grèce pour orner les tombes royales. Cet héritage grec sera moins visible à partir de l'époque romaine, où l'on construira dans toute la région des forums, des thermes, etc. Le seul « savoir-faire indigène » qui les rendra célèbres, est la construction de leurs tombeaux, d'une disposition inhabituelle. Ceux de Myra et de Telmessos, sont des exemples splendides de tombes rupestres creusées à flanc de parois, et décorées comme les temples grecs.

## Confédération lycienne
La Lycie va un moment se libérer de l'emprise de Rhodes et des Séleucides et, en 167 av. J.-C., retrouvera momentanément son indépendance. Elle fonde alors une confédération de cités. Selon le géographe grec Strabon, cette confédération regroupait vingt-trois villes, qui se réunissaient sur le site du Létôon afin d'y élire une assemblée et des juges. Sur ce site se trouvait également un sanctuaire, où l'on pratiquait le culte de Léto, la mère d'Apollon et d'Artémis. Des ambassadeurs d'Égypte et de Grèce venaient sur le site sacré, où le culte se perpétua jusqu'au VIIe siècle apr. J.-C.

## Province romaine puis byzantine

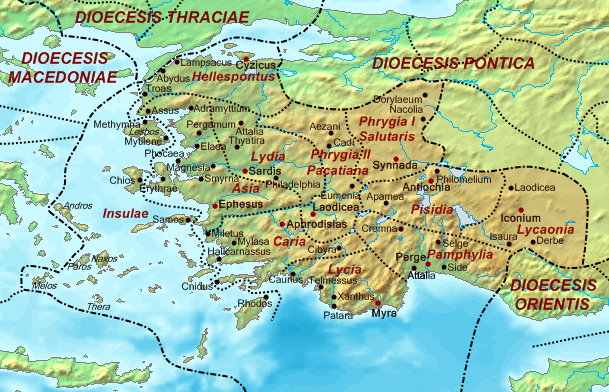
Diocèse d'Asie vers 400.

En 43 de notre ère, la Lycie est incorporée à l'Empire romain par l'empereur Claude (41-54) et réunie à la province romaine de Pamphylie.
Sous la domination romaine, la région achève de s'helléniser, et se christianise au IVe siècle (la légende de saint Nicolas de Myre est à l'origine du mythe du « père Noël », ce qui, par extrapolation, permet aux agents de tourisme opérant dans la région de dire que « la Lycie est la patrie du Père Noël »).
En 304-305, elle est divisée en deux provinces distinctes, par l'empereur Dioclétien (284-305), pour former une province romaine du diocèse d'Asie. La Lycie fournit à la flotte de l'Empire romain d'Orient bois et marins ; elle est intégrée au thème byzantin des Cibyrrhéotes.

## Lycie turque
En 1176 de notre ère, l'ancienne Lycie est conquise par le Sultanat seldjoukide de Roum (« des Romains » en arabe, c'est-à-dire pour nous « des byzantins »), puis échoit successivement aux sultanats turcs des Tekkéïdes et, après 1390, à celui des Ottomans. Petit à petit, la population lycienne, qui était devenue grecque de confession orthodoxe durant le premier millénaire de l’ère moderne, devient turque et musulmane, au fil des conversions (entre autres, pour ne plus payer le haraç : impôt sur les non-musulmans, et pour ne plus subir le devchirmé : enlèvement des garçons pour le corps des janissaires). Seuls les villages de pêcheurs de la côte resteront grecs jusqu'en 1923, lorsqu'en application du Traité de Lausanne leurs habitants sont expulsés vers la Grèce (certains ont été repeuplés de Turcs, d'autres sont restés déserts). La Lycie est aujourd'hui partagée entre les provinces turques d'Antalya et de Muğla englobée par la péninsule de Téké.

## Sites anciens
Parmi les sites connus figurent Akalissos, Andriake, Antiphellos, Aperlai, Apollonia, Araxa, Ariassos, Arif, Arneai, Arsada, Arykanda, Balboura, Bubon, Choma, Dikitanaura, Gagai, Gedelma, Idebessos, Idyros, Isinda, Istlada, Kadyanda, Kalynda, Kandyba, Karkabo, Kaunos, Komba, Korydalla, Krya, Kyaneai, Lebissos, Létôon, Limyra, Lissa, Lydai, Mastaura, Megiste, Melanippe, Myra, Nisa, Oinoanda, Olympos, Panormos, Patara, Phasélis, Phellos, Phoinix, Pinara, Podalia, Pydnai, Rhodiapolis, Sidyma, Simena, Sura, Symbra, Telmessos, Timiussa, Tlôs, Tragalassos, Trebendai, Trysa, Tyberissos, Xanthe : anciennes cités de Lycie (en).

#### Antiquité préromaine
- Proche-Orient ancien
- Royaumes antiques d'Anatolie
- Liste des villes du Proche-Orient ancien
- Hittites, Louvites, Mycènes, Chypre, Rhodes, Crète
- Peuples de la mer, Doriens, Pamphylie, Cilicie
- Lyciens (peuples)
- Lycien (langue)
- Séleucides
- Terres de Lukka (de) (sur inscription hittite)
- Monument des Néréides
- Létôon, Stèle trilingue de Letoon (de)
- Tombe de Kızılbel (de)
- Héroon de Trysa
- Musée des civilisations lyciennes (2016)

#### Antiquité romaine
- Province romaine
- Liste de voies romaines
- Cénotaphe de Gaius Caesar (de) (oncle d'Auguste, mort en 4)
- Séisme de Lycie en 141 (en)
- Séisme du sud-ouest de l'Anatolie en 262 (en)
- Antiquité tardive, Gouverneur romain, Notitia dignitatum
- Liste des diocèses de l'Empire romain tardif
- Liste des provinces du Bas-Empire

### Autres
- Maison de chasse seldjoukide de Kemer (de) (1230-1248)
- Chemin de Lycie (sentier de grande randonnée)